# Olympische Winterspiele 1924/Eisschnelllauf – 10.000 m (Männer)
Das 10.000-Meter-Rennen im Eisschnelllauf der Männer bei den Olympischen Winterspielen 1924 wurde am 27. Januar im Stade Olympique de Chamonix ausgetragen. Insgesamt waren 1589 Zuschauer anwesend.
Erster Olympiasieger wurde der Finne Julius Skutnabb. Silber gewann sein Clas Thunberg und Roald Larsen aus Norwegen sicherte sich die Bronzemedaille.

## Ergebnisse
| Rang | Athlet           | Nation             | Zeit        | Anm. |
| ---- | ---------------- | ------------------ | ----------- | ---- |
| 1    | Julius Skutnabb  | Finnland           | 18:04,8 min | OR   |
| 2    | Clas Thunberg    | Finnland           | 18:07,8 min |      |
| 3    | Roald Larsen     | Norwegen           | 18:12,2 min | OR   |
| 4    | Fridtjof Paulsen | Norwegen           | 18:13,0 min |      |
| 5    | Harald Strøm     | Norwegen           | 18:18,6 min | OR   |
| 6    | Sigurd Moen      | Norwegen           | 18:19,0 min |      |
| 7    | Léon Quaglia     | Frankreich         | 18:25,0 min |      |
| 8    | Valentine Bialas | Vereinigte Staaten | 18:34,0 min |      |
| 9    | Richard Donovan  | Vereinigte Staaten | 18:57,0 min |      |
| 10   | Asser Wallenius  | Finnland           | 19:03,8 min |      |
| 11   | Alberts Rumba    | Lettland           | 19:14,6 min |      |
| 12   | Joseph Moore     | Vereinigte Staaten | 19:36,2 min | OR   |
| 13   | Harry Kaskey     | Vereinigte Staaten | 19:45,2 min |      |
| 14   | Leon Jucewicz    | Polen              | 20:40,8 min |      |
| 15   | André Gegout     | Frankreich         | 21:03,4 min |      |
|      | Georges de Wilde | Frankreich         | DNF         |      |